# Gun Barrel City
Gun Barrel City és una població dels Estats Units a l'estat de Texas. Segons el cens del 2000 tenia 5.145 habitants.

## Demografia
Segons el cens del 2000, Gun Barrel City tenia 5.145 habitants, 2.163 habitatges, i 1.498 famílies. La densitat de població era de 386,5 habitants/km².
Dels 2.163 habitatges en un 24,8% hi vivien nens de menys de 18 anys, en un 55,5% hi vivien parelles casades, en un 9,9% dones solteres, i en un 30,7% no eren unitats familiars. En el 26,4% dels habitatges hi vivien persones soles el 13,9% de les quals corresponia a persones de 65 anys o més que vivien soles. El nombre mitjà de persones vivint en cada habitatge era de 2,36 i el nombre mitjà de persones que vivien en cada família era de 2,82.
Per edats la població es repartia de la següent manera: un 21,8% tenia menys de 18 anys, un 7% entre 18 i 24, un 23,7% entre 25 i 44, un 25% de 45 a 60 i un 22,6% 65 anys o més.
L'edat mediana era de 43 anys. Per cada 100 dones de 18 o més anys hi havia 89,6 homes.
La renda mediana per habitatge era de 30.075 $ i la renda mediana per família de 34.321 $. Els homes tenien una renda mediana de 33.872 $ mentre que les dones 21.563 $. La renda per capita de la població era de 21.046 $. Aproximadament el 13,1% de les famílies i el 14,9% de la població estaven per davall del llindar de pobresa.

## Poblacions més properes
El següent diagrama mostra les poblacions més properes.